# 2081.
◄ | 20. stoljeće | 21. stoljeće | 22. stoljeće | ►
◄ | 2050-ih | 2060-ih | 2070-ih | 2080-ih | 2090-ih | 2100-ih | 2110-ih | ►
◄◄ | ◄ | 2078. | 2079. | 2080. | 2081. | 2082. | 2083. | 2084. | ► | ►►
Astronomija

## Događaji
- 3. rujna – Potpuna pomrčina Sunca koju će se moći vidjeti u Francuskoj i dijelu Europe, prva takva od 11. kolovoza 1999. godine.